# کویوم‌جولار (سیحان)
کویوم‌جولار (به ترکی استانبولی: Kuyumcular) یک منطقهٔ مسکونی در ترکیه است که در سیحان واقع شده‌است.